# 리슐리외급 전함

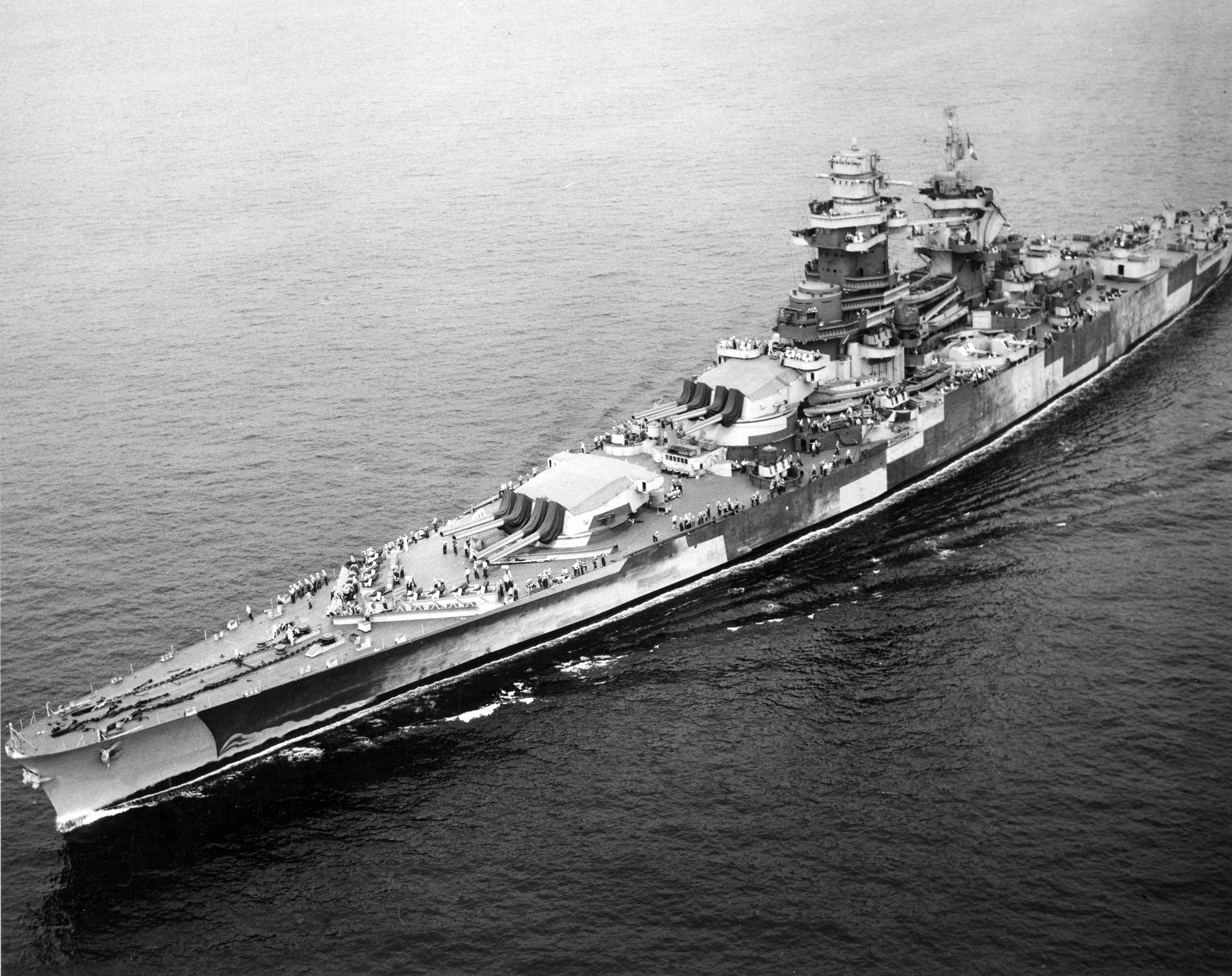
전함 리슐리외 1943년 촬영

리슐리외급 전함(Richelieu class battleship)은 워싱턴 조약의 대체함건조규정에 기초하여 프랑스가 건조한 전함이다. 제2차 세계대전 전에 완성하지 못한채 미완성인 상태로 연합군과 전투를 벌였던 독특한 함력을 지니고 있다.

## 개요
됭케르크급 전함의 건조에 의해 근대전함을 획득한 프랑스였으나 지중해의 가상적인 이탈리아가 구식 노급 전함 4척의 근대화개장과 병행하여 15인치포탑재 고속전함(훗날 비토리오 베네토급 전함)의 건조를 개시했고, 나치 독일도 26500톤급 순양전함(훗날 샤른호르스트급 전함)에 이어 비스마르크급 전함의 건조를 시작하던 차이었기에 프랑스 해군은 조약이 끝날 때를 대비하여 됭케르크급의 확대발전판인 리슐리외급을 설계, 건조하기 시작했다.
함의 형상은 됭케르크급과 마찬가지로 4연장형식의 주포탑 2기를 함 앞부분에 집중배치하고 4연장포탑의 앞뒤에 간격을 주어 장비하여 포탑사이에 보조기계실을 배치해서 주포탑 피탄손상 시의 피해확대를 막는 구조로 한 것도 마찬가지지만 됭케르크급을 운용한 경험에 기초하여 좋지못했던 점을 개량하였다.
- 부포인 양용포를 폐지하여 대함정용포과 고사포를 구분한다.
- 수상기격납고가 부포의 사계(射界)를 좁히므로 부포배치를 변경.

또 전후 각국에서 보급한 후루(Mast)와 연돌(Stack)의 기능을 합체시킨 MACK을 선구적으로 도입한 점은 오늘날까지도 평가받는다. 주포구경은 「1931년형 정33cm(52구경)포」에서 발전하여 「1935년형 정38cm(45구경)포」로 확대하였다.
또, 함후부에는 라 가리소니엘급 경순양함에도 채용한 「1935년형 15.2cm(55구경)포」를 3연장포탑으로 수습하여 후부갑판위에 삼각형모양으로 배치하고 1930년형 10cm(45구경)고사포를 연장포가(砲架)로 한쪽현에 3기씩 총 6기12문을 탑재했다.

## 외관
선체형상은 프랑스 신전함에서부터 채용된 중앙루(樓)선형체를 이어서 채용하였다. 함수구조는 크게 경사진 클리퍼바우(Bow)로 함수갑판의 전단(경사)은 크게 잡아서 능파(凌波)성능의 향상을 맡고있다. 선체형상은 전장247.8m에 비교해 전폭이 33m로 이전 클래스보다도 종횡비율이 7:3으로 높아졌다. 같은 세대의 영국 신전함이나 이탈리아 신전함과는 비교도 안 될정도로 고속을 내기 쉬우며 포격에서 최적의 안정성을 내기 좋은 형상이라 할 수 있다
함수부터 새로 설계한 「1935년형 정38cm(45구경)포」를 4연장포탑으로 넣고 1, 2번포탑에 간격을 주어 계2기, 그 뒤에 장갑사령탑을 둔 항해함교를 지닌 근대적인 탑형함교의 정상부에는 세계적으로 봐도 대형인 주포용 13.5m측거의(測距儀) 위에 또 부포용 8m측거의를 2단으로 겹쳐서 장비했다. 이들 측거의는 각자 다른 방향으로 선회할 수 있다. 측거의를 감싸는 모양으로 견시대(見視臺)가 있고, 네 귀퉁이 후부에는 두 대의 신호기가 달려있다. 함교기부는 함재정을 매단 2개의 보트더비드의 기부도 겸하고 있으며 함재정은 함교와 MACK사이 공간에 늘어서 있다.
갑판 위에는 초기설계단계에선 부포탑2기가 좌우로 1기씩 배치될 예정이었지만 항공기의 진화에 아우른 시대추세에 맞춰 부포탑2기 대신 새로 설계한 1930년형 10cm(50구경)고사포를 연장포가로 한쪽현 3기씩 6기를 배치했다. 이 시기의 함선치곤 특색있게 연돌과 후루를 합친 「MACK」구조를 발명하여 단면이 상자모양인 연돌의 중앙부터 상방45도의 경사진 연돌상부에 견시대 위에 올려진 후부측거시설이 있다. 그 뒤에는 「1935년형 15.2cm(55구경)포」를 3연장포탑으로 하고, 3기를 수상기격납고에 끼워넣듯 배치했다.
부포탑3기를 후부갑판 위에 배치함에 의하여 고사포는 선체중앙부의 현측에 배치하여 넓은 사계를 얻었다. 수상기격납고에서부터 앞은 갑판이 한 단 내려가서 됭케르크와 마찬가리로 접이식 크레인 1기와 캐터펄트 2기가 함미쪽에 배치되었다.
또한 1943년 10월 뉴욕해군공창에서 완공했을 때엔 함교정상부의 부포용 8m측거의 1기를 철거하는 한편 수상기격납고와 크레인, 캐터펄트를 모두 철거하고 각 격납고 자리에 4각형의 기총좌(機銃座), 캐터펄트 자리에 원형 기관포좌를 각현 2기씩 계4기를 신설하여 갑판곳곳에 기총이 배치된 고슴도치같은 위용을 보여주었다.

## 주포
주포는 새로 설계한 「1935년형 정38cm(45구경)포」를 채용했다. 그 성능은 중량 884kg의 포탄을 초탄속도 785m/s로 날리고, 최대고각 35도로 41700m까지 날려보낼 수 있고 이 포를 됭케르크급처럼 4연장으로 수습했다. 부앙(俯仰)능력은 +35도 -5도이다. 선회각도는 선체수미선 방향을 0도로 하여 1번포탑이 좌우150도 2번포탑이 156도의 넓은 선회각을 지니며 포신의 부앙, 포탑선회, 양탄(揚彈), 장전은 주로 전력으로 이루어졌고 보조로 인력을 필요로 했다. 장전방식은 됭케르크와 마찬가지로 어느 각도에서도 장전할 수 있는 자유각장전방식을 채용했고 발사속도는 분당 2.2발이다. 그 위력은 2차대전에서 주요 포격전이 이뤄진 사거리 20000m대라면 현측장갑393mm를 가볍게 관통하는 우수한 화력이며 이는 추축국에선 야마토급 전함을 빼면 버틸만한 방어력을 지닌 전함이 없었던 뛰어난 대포였다.

## 부포와 고사포, 기타 무장
부포는 「1935년형 15.2cm(55구경)포를 채용했다. 성능은 중량 54~58.8kg포탄을 최대고각 45도로 26960m까지 날릴 수 있는 이 포를 3연장포탑으로 수습했다. 부앙능력은 +75도 -8.5도로 장전각도는 -5에서 +15도 사이. 선회각도는 함체수미선방향을 0도로 하여 중앙부포탑이 좌우175도, 현측포탑은 좌우150도의 선회각을 지니며 매커니즘은 주포와 비슷하다. 발사속도는 분당 5~8발.
고사포는 마찬가지로 새로 설계한 「1930년형 10cm(45구경)고사포」를 채용하고 연장포가로 현측3기씩 계6문을 배치했다. 13.5kg의 포탄을 고각 45도로 15900m, 14.2kg의 대공유탄을 최대고각 80도로 고도 10000m까지 도달케했다. 선회와 부앙은 전력과 인력으로 이뤄졌으며 좌우80도로 선회할 수 있고 부앙은 +80도, -10도이다. 발사속도는 분당 10발. 그 밖에 고사포의 사계를 커버하는 역할로 계획시에 1925년형 호치키스 37mm(50구경)기관포를 연자포가로 4기8문, 1929년형 13.2mm(50구경)기총을 연장포가로 16기32정 장비했다.
1943년 완공시는 이를 대체하여 보포스 40mm(56구경)기관포를 4연장포가로 16기64문 탑재하고 1944년에 영국에서 동(同) 단장기관포9기와 엘리콘 20mm(70구경)단장기총 41정을 추가했다.

## 기관
기관배치는 프랑스 근대전함 전통의 시프트배치이다. 기관은 인돌슬라식 중유전소수관(重油專燒水管) 보일러 6기와 퍼슨스식 기어드터빈 4기4축을 조합하였고 최대출력은 15만마력으로 계획속력은 30노트, 항속성능은 10노트/10000해리, 20노트/7750해리를 갈 수 있을 것이라 여겼다.
또 준공시엔 계획속력을 웃도는 속력 31노트를 용이하게 발휘했다. 열강 신전함 중에선 충분히 고속전함에 들어가는 성능이다. 무엇보다 연합군측에서 속력 30노트를 넘는 전함은 영국엔 없었고(신형전함으로서는 존재하지 않지만 준공당시 순양전함 후드나 리나운은 가볍게한 상태로 공개시험에서 32노트 이상을 발휘했지만 상비배수량상태에선 29노트대였다.) 오직 미 해군의 아이오와급 전함뿐이었다.

## 방어
리슐리외는 대공함종으로서 독일 해군의 비스마르크급 전함이나 이탈리아 해군의 비토리오베네토급 전함에의 대공을 염두에 두고 설계하여서 고도의 중량계산과 기술능력에 의해 견고한 방어력을 지니게 되었다.
4연장포탑의 채용에 의해 남는 중량을 방어장갑으로 돌린 결과 현측장갑은 열강 신전함 중에서 두꺼운 부류에 속하는 330mm장갑을 선체안쪽에 15도 경사로 두르고 방어범위는 수선상부 3.3m에서부터 수선하부 2m까지 광범위했다.
수평방어도 주갑판 장갑이나 부포탄약고 상면이 150mm, 주포화약고 상면에는 170mm장갑을 치고 더욱이 단편방어에 기관구상면에는 40mm의 단편방어장갑을 둘렀다. 또 수선하구획 안에는 액층(液層)이나 공층(空層)에 더하여 에보나이트 무스라는 탄력성충전재가 주입돼서 어뢰피격시의 충격파와 수압을 여기서 받아 피해 억제를 도모했다.

## 함력
1935년도 계획함으로 건조는 네임쉽인 리슐리외가 1935년, 코르벳급의 함에서 이름을 계승한 2번함 장 바르가 1936년부터 건조가 개시되었는데 1940년 독일에 항복할 때까지 둘다 준공하지 못하고 부분 미완성인채 본국에서 탈출(특히 장 바르는 2번포탑이 미완성상태)했다. 장 바르는 다카르에서 비시 프랑스해군으로서 영국함대와 싸웠는데(다카르 해전) 완전한 상태라고 말하기 어려운 상황하에서 영국함대를 격퇴하지만 승조원부족으로 응급요원이 부족하였기 때문에 항공공격과 특공모터보트공격에 의해 함미가 대파당했다. 결국 전투 후에 자유 프랑스해군에 편입되어 미국 본토 뉴욕 해군공창에서 완공공사를 위해 회항했다.
한편 장 바르는 카사블랑카에서 고사포나 기총을 장비하면서도 주포(1번포탑 뿐)를 운용가능케 하기 위해 조달할 수 있는 자재로 주포사격가능상태까지는 만들었다. 그 후 횃불 작전에서 카사블랑카 제압부대에 소속된 미전함 메사추세츠와 교전했다. 미 해군은 폭격기를 출격시켜 함수와 잔교사이에 폭탄을 떨어트려 수선하에 큰 구멍을 뚫었다. 장발은 수병을 육전대로 돌렸기 때문에 응급처치를 제대로 못했고 주저앉고 만다. 장발도 응전하였지만 미해군에 피해를 입히진 못했다. 메사추세츠의 포격에 의해 전기계통에 피해를 입은 장발은 사격, 전투불능이 되었고 기묘한 해전은 끝났다. 그 후 주포탑을 동료함 리슐리외에게 넘겨준 뒤에는 종전까지 수리를 못하고 종전 후 모국으로 돌아가서야 다시금 완공하여 「세계최초이자 최후로 전함을 만든 나라」로 역사에 한획을 긋게 된다.
1938년 계획함으로 3번함 클레망소는 1939년에 기공했는데 1940년 7월 브레스트항에 쳐들어온 독일군에게 포획되었다. 독일군은 클레망소가 사용하던 도크를 비우기 위해 공사를 함과 동시에 구조를 빈틈없이 조사했는데 이윽고 자국의 조함기술이 이웃나라의 20년 전 수준이라는 것을 알고 경악했다. 선체중앙블록만 공사를 진행하여 1943년 벌크로 진수한 후 경화기를 싣고 항만의 대공포대로 1944년 8월 연합군기에게 격침당할 때까지 모항을 지켰다.
4번함 가스코뉴는 미기공으로 끝났다. 설계는 자매함들관 크게 달랐으며 클레멘소는 후부의 부포배치가 함교와 연돌사이 양현에 1기씩 함미에 업는 식으로 2기 계4기로 바꿨고 더욱이 가스코뉴는 주포배치를 앞뒤 1기씩 하고 부포탑은 1번주포탑의 후부에 업는 형식으로 2기, 2번주포탑 앞에 1기배치로 바꿀 예정이었다.

## 동형함
- 리슐리외 Richelieu
- 장 바르 Jean bart
- 클레망소 Clemenceau
- 가스코뉴 Gascogne

## 참고 문헌
- 세계의 함선 증간 제22집 근대전함사 (카이진샤)
- 세계의 함선 증간 제30집 영국전함사
- 세계의 함선 증간 제38집 프랑스전함사
- 세계의 함선 증간 제67집 제2차세계대전시의 영국전함
- 세계의 함선 654 열강최후의 전함을 비교한다
- 역사군상 명함STORY리슐리외 (가쿠켄)